# Głos Pracy (Kanada)
Głos Pracy (ang. Voice of Labor) – polskojęzyczne czasopismo, wydawane w Kanadzie – od 30 kwietnia 1932 do grudnia 1936 w Winnipegu (Manitoba), a od 2 stycznia 1937 do 17 sierpnia 1940 w Toronto (Ontario). Ukazywało się z rozmaitą częstotliwością, najczęściej jako tygodnik lub dwutygodnik, dochodząc do nakładu 3 tysięcy egz.
Pismo kierowane do polskich robotników, było kontynuacją Budzika i efemerycznej Czerwonej Jaskółki. Choć za fasadowego wydawcę uchodziła początkowo Polish Educational Publishing Association, Głos Pracy miał wciąż tego samego sponsora – Polskie Towarzystwo Robotniczo-Farmerskie – od 1936 pod nazwą Polskie Towarzystwo Ludowe, które było oficjalnie polską sekcją partii komunistycznej.
Redaktorem naczelnym był Władysław Dutkiewicz (wcześniej w Budziku), a od 1938 Albert Morski. Po wybuchu II wojny światowej, a zwłaszcza agresji Związku Sowieckiego na Polskę rząd kanadyjski zdecydował się w 1940 rozwiązać Głos Pracy na czas wojny wraz z Polskim Towarzystwem Ludowym. Po latach profil pisma kontynuowała subsydiowana przez rząd PRL – Kronika Tygodniowa.